# Gediminas Žylė
Gediminas Žylė (Klaipėda, Lituania, 24 de noviembre de 1988) es un jugador de baloncesto lituano. Con una altura de 2 metros y 10 centímetros, su posición en la pista es la de pívot, aunque puede igualmente desempeñarse como ala-pívot.

## Trayectoria
Comenzó su carrera profesional en los equipos KK Baltai y Nevezis, ambos de la máxima competición lituana (LKL), que disputó en 2011/12 y 2012/13.
En la temporada 2013/14 militó en el Iraurgi SB de LEB Plata, donde disputó 24 encuentros y firmó 11.7 puntos y 6.5 rebotes por encuentro. Tras no continuar en el club vasco firmó en 2014/15 por el CSU Sibiu de la liga rumana, donde disputó 10 encuentros promediando 5.1 puntos y 1.9 rebotes por partido.
En 2015/16 firma por el Leyma Básquet Coruña de LEB Oro, promediando 8.8 puntos y 4.2 rebotes. Renovó por una temporada más, la 2016/17, en la que alcanzó medias de 11.1 puntos y 3.8 rebotes en 39 partidos, siendo titular en 30 de ellos.
En la temporada 2017/18 juega para el Iberostar Palma, también de LEB Oro, completándola con promedios de 10.1 puntos y 4.2 rebotes. Plenamente consolidado en la competición, firma en 2018/19 con el Melilla Baloncesto, acreditando 9.5 puntos y 4 rebotes hasta que en mayo de 2019 sufrió la rotura del tendón rotuliano de la rodilla izquierda, causando baja para el resto de la temporada. 
No inició la temporada 2019/20 ya que aún se encontraba en proceso de recuperación de su lesión. En el mes de febrero de 2020 retomó los entrenamientos incorporándose al Basquet Coruña, si bien poco después sobrevino la cancelación de la competición debido a la pandemia de coronavirus.
En 2020/21 continuó enrolado en las filas del Basquet Coruña, regresando a la competición en diciembre tras 21 meses sin jugar. Disputó 14 encuentros en los que promedió 9.5 minutos, 5.8 puntos y 2.5 rebotes antes de sufrir una nueva lesión en el mes de abril, causando baja para el resto de la campaña.